# Ann Dooms
Ann Dooms (Asse, 1978) is een Belgische wiskundige die aan de VUB studeerde. Ze is gespecialiseerd in data science. Dooms leidt de onderzoeksgroep Digital Mathematics aan de Vrije Universiteit Brussel.

## Ann Dooms en KBR
Ann Dooms ontwikkelt algoritmes die ervoor zorgen dat lezers in de Koninklijke Bibliotheek van België digitale documenten kunnen onderzoeken. De algoritmes kijken in deze documenten doorheen scheuren, kreuken, vervaagde inkt en slecht gescande foto’s.
Dooms zet wiskunde in om onder meer kunstwerken en oude manuscripten te bestuderen, en voor het opsporen van vervalste foto's en kunstwerken.

'Een gedigitaliseerde afbeelding is eigenlijk een verzameling van getallen, die zich vertalen in kleuren. We kunnen zo'n afbeelding dus tot in de kleinste details analyseren dankzij de wiskunde'

## Europa en China
'Wie nu van een Chinese middelbare school afstudeert, weet veel meer dan onze studenten. Daarnaast kunnen Chinezen die kennis heel goed toepassen, zijn ze helemaal mee met het digitale verhaal, en werken ze hard. Zo kom je tot innovatie. Europa boert ondertussen hopeloos achteruit. Die kloof baart me zorgen.'

## Erkenning
in 2014 won Ann Dooms de tweede jaarprijs in wetenschapscommunicatie van de Koninklijke Vlaamse Academie van België voor Wetenschappen en Kunsten. In 2018 won ze de Senior Cera Award.
Samen met Katleen Gabriels schreef ze het boek Van melkweg tot moraal. Ze is medeoprichter het Platform Wiskunde Vlaanderen en geeft regelmatig interviews voor de geschreven pers, radio en televisie.
- DBLP: 86/7219
- Mathematics Genealogy Project: 87692
- ORCID: 0000-0002-2962-9393